# أولدفيلد توماس
(مايكل روجرز) أولدفيلد توماس (بالإنجليزية: Oldfield Thomas)‏ (21 فبراير 1858م - 16 يونيو 1929م) عالم حيوان بريطاني.
عمل توماس على الثدييات في متحف التاريخ الطبيعي، حيث وصف حوالي 2000 نوع وتحت نوع جديد لأول مرة. عُين في سكرتارية المتحف عام 1876م، وانتقل إلى قسم علم الحيوان عام 1878م. في عام 1891م تزوج توماس من ماري كين، ابنة السير أندرو كلارك، وهي وريثة لثروة صغيرة، وهي التي خولته من تشغيل جامعي الثدييات وتقديم عيناتهم إلى المتحف. وقام بعمل ميداني بنفسه أيضًا في غرب أوروبا وأمريكا الجنوبية. وشاركته زوجته في التاريخ الطبيعي، ورافقته في رحلات التجميع.